# Qazaq présentant leur tribut de chevaux à l'empereur Qianlong
Qazaq présentant leur tribut de chevaux à l'empereur Qianlong (Hasake gongma tu) est une peinture sur papier à l'encre sur rouleau horizontal, réalisée par le missionnaire jésuite milanais Giuseppe Castiglione (Lang Shinin en pinyin) durant son séjour à la cour impériale chinoise, sous le règne de l'empereur Qianlong, en 1757. Elle représente le versement d'un tribut en chevaux de la part des Kazakhs vassaux du régime mandchou. Elle est conservée au Musée Guimet, à Paris.

## Contexte
Cette peinture est probablement une commande de l'empereur Qianlong (1736-1795), réalisée en 1757 à la cour impériale des Qing, les chevaux formant l'un de leurs thèmes artistiques favoris. Elle représente le versement du tribut de chevaux par les Kazakhs ou les Kirghizes de l'Ouest à l’empereur Qianlong, en signe d’allégeance au régime mandchou.

## Description

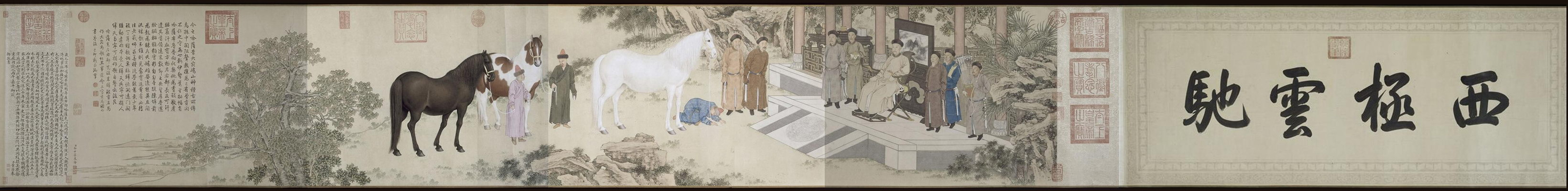
Le rouleau en entier

Cette peinture est connue sous plusieurs noms : Qazaq présentant leur tribut de chevaux à l'empereur Qianlong sur le site du musée Guimet, Qazak présentant des chevaux à l’empereur Qianlong, ou encore Les Kirghiz-Qazak offrant en tribut des chevaux d'après un article de Michèle Pirazzoli-Serstevens. Il s'agit d'une œuvre tardive, terminée en 1757 : Castiglione meurt neuf ans plus tard.
La peinture mesure 45,5 cm de haut pour 269 cm de long, et est réalisée sur un papier à longues fibres ondées à particules de mica. Dans l'ensemble, elle relève davantage des techniques de peinture européennes que de la peinture asiatique. En effet, le rouleau ne propose pas de séquences successives, mais plutôt une sorte d'illusion optique ; le traitement des chevaux, réalistes et en dégradés imperceptibles dans un environnement dépouillé, relève typiquement de la peinture européenne. Castiglione a employé les techniques de la miniature pour peindre un visage impassible à l'empereur Qianlong, assis sur une terrasse devant un paravent et entouré d’une petite assemblée. Son visage est représenté par petites touches légères, notamment au niveau des oreilles, des narines, de la bouche et des paupières, avec du rosé sur les joues. 
Les éléments de paysage (arbres, rochers, mousses) sont traités grâce aux techniques de la peinture chinoise, par traits d'encre avec des points de couleur.

## Parcours de la peinture
L'œuvre est conservée au musée Guimet à Paris, et y constitue un témoignage de la fascination de Castiglione pour les scènes de cour.